# Коктенкольський сільський округ
Коктенко́льський сільський округ (каз. Көктіңкөлі ауылдық округі, рос. Кокенкольский сельский округ) — адміністративна одиниця у складі Шетського району Карагандинської області Казахстану. Адміністративний центр — село Коктенколь.
Населення — 970 осіб (2021; 1355 у 2009, 1576 у 1999, 2045 у 1989).
Станом на 1989 рік існувала Коктенкольська сільська рада (села Аліхан, Жиланди, Коктенколь, Цілинний, селище Коктенколь) ліквідованого Агадирського району.

## Склад
До складу округу входять такі населені пункти:
| Населений пункт              | Населення, осіб (1989) | Населення, осіб (1999) | Населення, осіб (2009) | Населення, осіб (2021) |
| ---------------------------- | ---------------------- | ---------------------- | ---------------------- | ---------------------- |
| Акжол, село                  | 129                    | 100                    | 57                     | 37                     |
| Аліхан, село                 | 427                    | 335                    | 293                    | 197                    |
| Жиланди, село                | 216                    | 133                    | 103                    | 82                     |
| Коктенколь, село             | 1050                   | 759                    | 673                    | 518                    |
| Коктінколі, станційне селище | 223                    | 249                    | 229                    | 136                    |